# سازمان سعیدی و شرکا
سازمان سعیدی وشرکا یک منطقهٔ مسکونی در ایران است که در دهستان میامی (میامی) واقع شده‌است. سازمان سعیدی وشرکا ۶۱ نفر جمعیت دارد.